# Recoil (2011)
Recoil ist ein kanadischer Direct-to-Video-Actionfilm aus dem Jahr 2011, mit Steve Austin und Danny Trejo in den Hauptrollen. Regie führte Terry Miles.

## Handlung
Ryan Varrett ist ein ehemaliger Polizist, der entschlossen ist, den Mord an seiner Familie zu rächen. Im Jahr 2009, als Ryan in Dallas Polizist war, wurden seine Frau Constance Marie Varrett und der 9-jährige Sohn Matt Ryan Varrett von einer Bande brutal getötet. Ryan überlebte den Angriff und tötete drei Bandenmitglieder.
Ryan verlässt jedoch die Polizei in Dallas und macht sich auf den Weg, um alle anderen zu finden, die für den Tod seiner Angehörigen verantwortlich sind. Special Agent Frank Sutton vom FBI-Büro in Seattle untersucht den Tod von Kriminellen.
Nachdem er einen Vergewaltiger namens Dale James Burrows getötet hat, landet Ryan in der kleinen Stadt Hope im Bundesstaat Washington, wo ein Tankstellenbesitzer namens Kirby Ryan zu einem kleinen Hotel führt, das von einer Frau namens Darcy geführt wird. Ryan findet Rex Ray Salgado, ein Mitglied der Bande, die Ryans Familie angegriffen hat.
Es stellt sich heraus, dass Hope unter der Kontrolle des Circle steht. Der Circle ist eine Biker-Bande, die mit Drogen und Waffen handelt, angeführt von Rex 'Bruder Drayke Salgado, der auf der Liste der meistgesuchten Kriminellen steht. Sheriff Cole hat Draykes in der Tasche, so dass Ryan sich nur auf Darcy verlassen kann. Ryan tötet Rex, Drayke erklärt Ryan den Krieg, und die Stadt Hope wird zum Schlachtfeld. Nachdem Kirby von Crab, Draykes rechter Hand, getötet wurde, kommt Sutton in der Stadt an und Cole versucht, ihn davon zu überzeugen, dass Rex ' Tod ein Unfall war. Cole glaubt, dass er die Stadt durch Ruhigstellen der Biker vor mehr Blutvergießen schützt. Ryan findet Crab und verbrennt ihn. Da Cole keine große Hilfe ist, geht Sutton zu Coles Sohn Deputy Hedge der sich nicht in Draykes Tasche befindet. Hedge erklärt, dass der Circle vor langer Zeit die Stadt beschützte. Das war, bevor Drayke die Führung übernahm und begann, Waffen zu verkaufen. Rex gab Drayke ein Rezept für Meth und Drayke und seine Bande begannen auch, Drogen zu verkaufen. Drayke und seine Bande rüsten sich jedoch für den Krieg gegen Ryan und es ist ihnen egal, wen sie töten müssen. Nachts hört Darcy, wie sich Biker ihrem Hotel nähern. Ryan tötet die drei Biker. Draußen packen mehr Biker Darcy und schlagen Ryan zusammen. Am nächsten Tag wurde Ryan zu Drayke gebracht und einige seiner Männer bringen Darcy in den Raum. Darcy wird mit Klebeband am Mund gefesselt. Sie sind auf einer verlassenen Fähre, die Drayke als sein Hauptquartier benutzt. Ryan befreit sich aus seinen Fesseln und kümmert sich um Prospect. Ryan überwindet Draykes Männer, findet Darcy, die an einen Stuhl gefesselt und mit Klebeband geknebelt ist. Deputy Hedge geht zum Haus seines Vaters und stellt fest, dass Cole sich erschossen hat. Ryan erinnert sich, dass Drayke während des Angriffs auf seine Familie anwesend war. Bis Ryan nach Hope kam, dachte Drayke, dass Ryan tot sei. Ryan und Drayke fangen an zu kämpfen. Ein Schuss tötet Drayke. Es war Sutton, der den Schuss abfeuerte. Darcy beschließt, dass sie in Hope bleiben wird, und Sutton beschließt, Ryan nicht zu verhaften. Hedge wird zum neuen Sheriff. Ryan beschließt, die Stadt zu verlassen, verspricht Darcy jedoch, dass er ihr eine Postkarte schicken wird, um sie wissen zu lassen, wo er ist.

## Kritiken
„Testosterongetränktes Macho-Entertainment par excellence“